# Marcela Koblasová
Marcela Koblasová (Neckářová) (* 15. června 1956, Plzeň) je bývalá československá atletka, vícebojařka.
V roce 1980 reprezentovala na letních olympijských hrách v Moskvě, kde měly ženy naposledy na programu pětiboj (100 m překážek, vrh koulí, skok do výšky, skok daleký a běh na 800 m). V pěti disciplínách nasbírala celkově 4 328 bodů, což stačilo na 11. místo. 12. června 1983 v Praze vytvořila výkonem 6 105 bodů nový československý rekord v sedmiboji. O pět let později ho překonala Zuzana Lajbnerová. Na prvním ročníku MS v atletice 1983 v Helsinkách skončila na 10. místě (5 965 bodů).
Nyní učí na Střední odborné škole v Rokycanech jako učitelka tělocviku. Je vdaná a má 2 děti. Bydlí v Rokycanech.